# 보석상자 성단
보석상자 성단(Jewel Box) 또는 남십자자리 카파 성단, NGC 4755는 남십자자리에 있는 산개 성단이다. 보석상자 성단이 별들이 뭉쳐 있는 것임을 최초로 알아낸 사람은 니콜라 루이 드 라카유이다. 존 허셜은 이 성단을 망원경으로 바라보고 "엄청나게 멋진 장신구 조각"이라고 묘사했으며 여기에 '보석상자' 이름을 붙였다. 보석상자 성단은 남십자자리 베타별(미모사)의 남동쪽 방향으로 1.0° 거리에 있으며 흐릿한 별 하나처럼 보인다. 이 흐릿한 별 형상은 바이어 명명법으로 남십자자리 카파 명칭을 부여받았으며 이 명칭 때문에 '남십자자리 카파 성단'으로도 불린다. 다만 현대 명칭 남십자자리 카파는 성단 전체가 아니라 성단 내 밝은 별들 중 하나에 부여되어 있다.
보석상자 성단의 예상 나이는 약 1,400만 년으로 알려진 성단들 중 매우 젊은 축에 속한다. 성단 전체의 겉보기등급은 +4.2이며 지구로부터 약 6,440 광년 또는 1,950 파섹 떨어져 있다. 성단을 이루는 별의 개수는 100개를 살짝 넘는다.

## 발견 및 관측
니콜라 루이 드 라카유는 1751년부터 1752년 사이 남아프리카 공화국 희망봉에서 항성목록 Cœlum Australe Stelliferum 을 작성하기 위해 측성 관측을 수행하던 중, 보석상자 성단이 항성의 집합체임을 처음으로 알아냈다. 라카유가 관측에 사용했던 망원경의 구경은 12mm로 소형이었다.
'보석상자'(Jewel Box) 명칭은 존 허셜의 다음 기록에서 유래한 것이다.
| “ | "비록 이 성단은 크거나 풍성하지는 않지만, 성단을 구성하는 별들의 매우 다른 색상을 뚜렷하게 보여줄 수 있는 구경의 관측기구로 보았을 때, 극도로 훌륭하고 멋진 천체이다. 그리고 이 색들은 성단을 아주 멋진 장신구 조각처럼 느껴지게 만든다." | ” |

허셜은 1834년부터 1838년까지 100 개가 살짝 넘어가는 이 성단 구성원들의 위치를 기록했다.

## 밝은 별들
성단 중앙부의 밝은 별들은 지구에서 봤을 때 로마자 'A' 모양 별자리를 그린다. 이 모양의 위쪽 끝은 HD 111904(HR 4887, HIP 62894)로 B9형 초거성이며 변광성일 확률이 있는 천체이다. 이 별의 겉보기등급은 5.77로 'A' 구성원들 중 가장 밝다. 성단 영역에서 가장 밝은 항성은 변광성 남십자자리 DS(HD 111613, HR 4876)로 A 모양보다 훨씬 위에 있다. 남십자자리 DS는 분광형 B9.5의 백조자리 알파형 변광성이자 초거성으로 평균 겉보기등급은 5.72이다. 그러나 이 별은 성단의 구성원이 아닌 배경 천체로 생각된다.
'A' 모양에서 중간의 'ㅡ' 부분에는 별 네 개가 일직선으로 배열되어 있다. 'ㅡ'에서 제일 오른쪽(남쪽)에 해당되는 항성은 남십자자리 BU로 겉보기등급은 6.92에 분광형 B2의 초거성이며 식쌍성이다. 그 옆에 있는 별은 남십자자리 BV로 겉보기등급은 8.662이며 분광형은 B0.5의 거성이고 세페우스자리 베타형 변광성이다. 남십자자리 BV의 옆에는 남십자자리 DU가 있으며 분광형은 M2의 적색초거성이고 겉보기등급 7.1에서 7.6 사이에서 밝기가 불규칙하게 변한다. 넷 중 가장 왼쪽(북쪽)에 있는 별은 남십자자리 CC로 겉보기등급은 7.83에 분광형은 B2형의 거성이고 회전타원체 변광성이다.
'A' 모양에서 양쪽 다리의 바닥에 해당되는 별은 둘 다 청색초거성이다. HD 111990(HIP 62953)은 겉보기등급 6.77에 분광형 B1/2의 항성이다. 반대쪽 항성 남십자자리 카파는 겉보기등급은 5.98이며 분광형은 B3이다.

## 물리적 특성
보석상자 성단은 알려져 있는 산개성단들 중 매우 젊은 축에 든다. 성단의 평균 시선속도는 −21 킬로미터 매 초 (−13 mi/s)이다. 성단에서 밝은 별들은 초거성이며 우리은하 규모에서도 아주 밝은 별들을 일부 포함하고 있다.
근처에 있는 석탄자루 성운이 성단에서 나오는 빛 중 일부를 가리고 있기 때문에 보석상자 성단까지의 거리를 계산하는 것은 쉽지 않다.

## 관측
보석상자 성단은 남반구 하늘에서 훌륭한 관측 대상 천체로 인식된다. 맨눈에 이 성단은 4 등급 밝기의 흐릿한 천체 하나처럼 보인다. 남십자자리 베타를 길잡이 삼으면 쉽게 위치를 찾을 수 있으며 쌍안경이나 작은 망원경으로 보기에 적합하다. 'A' 모양에서 중간 'ㅡ' 선상에 놓인 별들은 여러 가지 색으로 보이기 때문에 '신호등'으로도 불린다.

## 갤러리

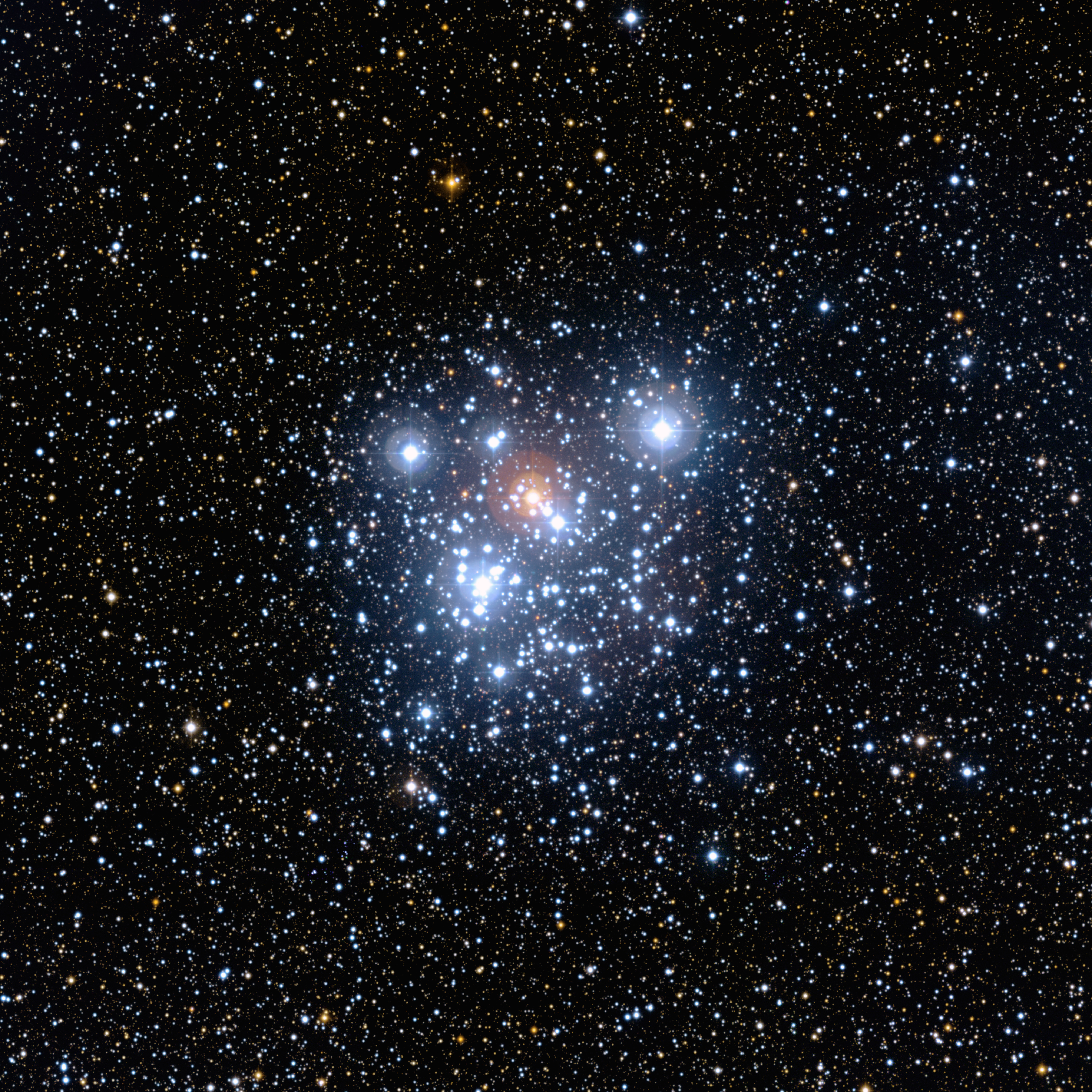
보석상자 성단을 광각으로 촬영한 사진.
보석상자 성단의 DSS2 사진. 오른쪽 위 밝은 별은 남십자자리 베타(미모사)이다.
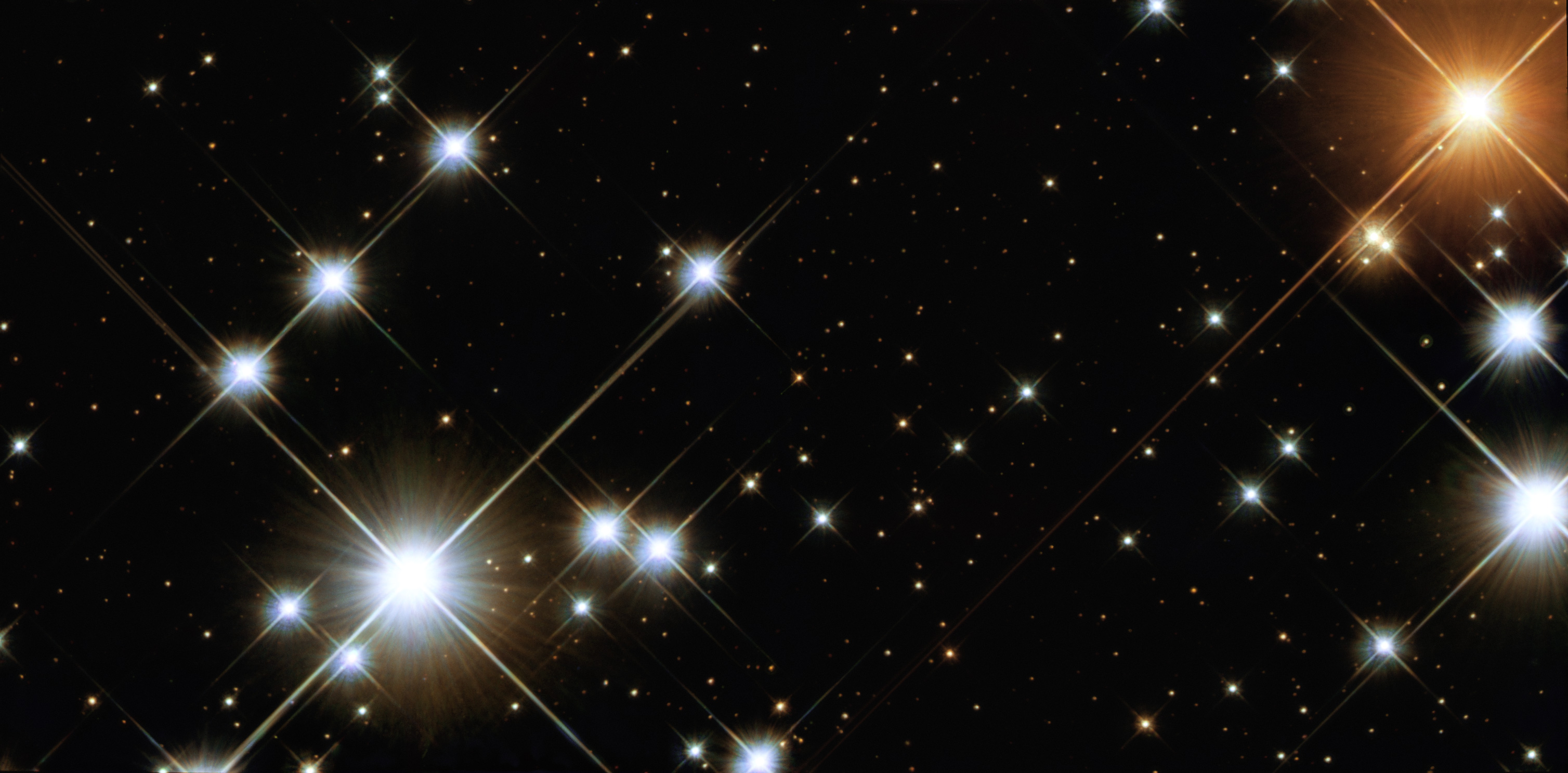
보석상자 성단을 허블 우주망원경으로 촬영한 사진.
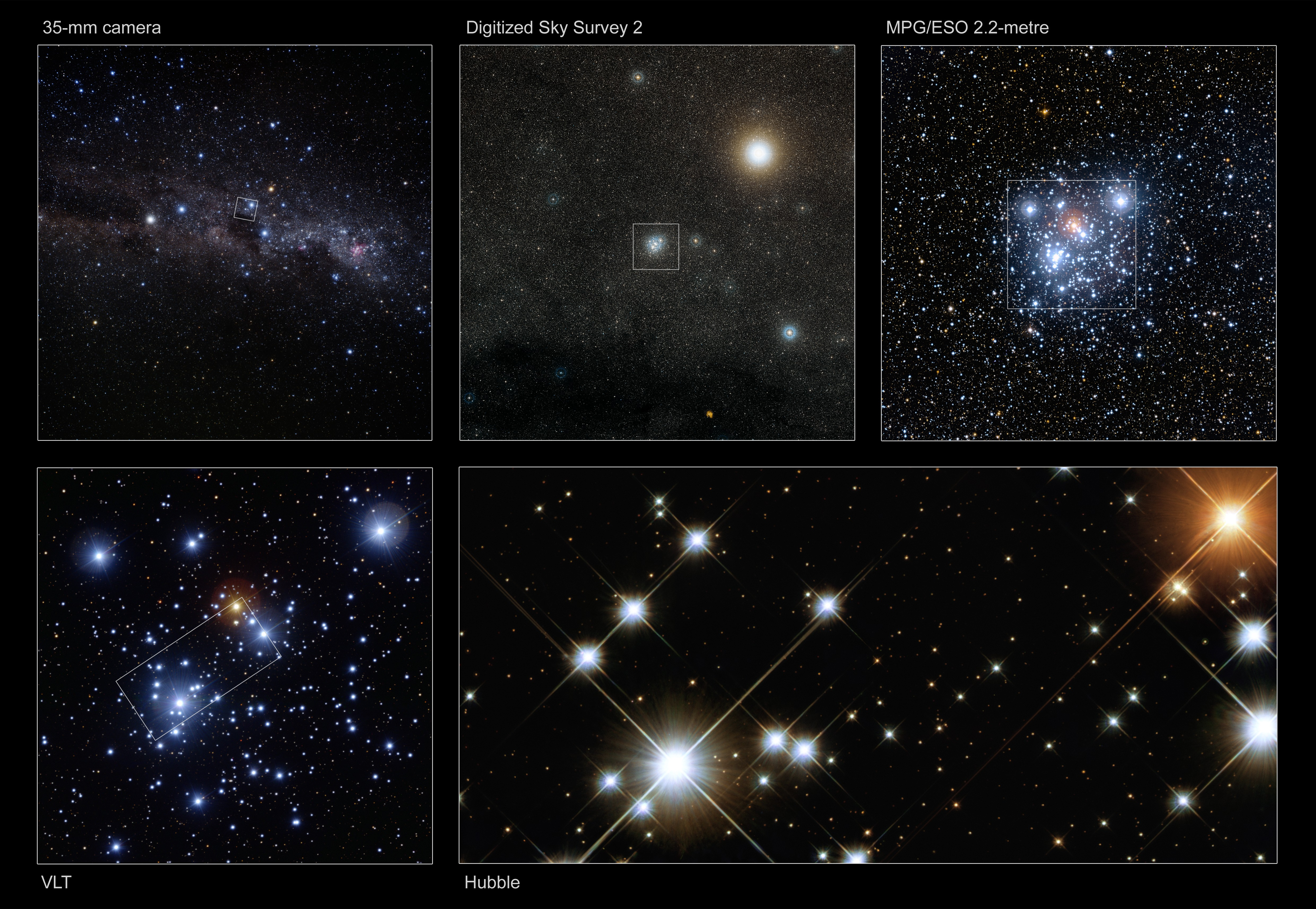
상기 사진들을 촬영 범위 순서대로 배열한 것.